# Jill & Lauren
Jill & Lauren är en musikgrupp från Belgien, bestående av Jill van Vooren och Lauren de Ruyck.
Den 1 oktober 2010 vann Jill & Lauren den belgiska uttagningen till Junior Eurovision Song Contest, med låten "Get Up!". Därmed kom de att representera Belgien i tävlingen den 20 november 2010 i Minsk-Arena. I finalen fick dem 61 poäng som räckte till en sjunde plats.
Jill & Lauren började sjunga tillsammans efter Ketnetpop, 2009. Där var de två av de tre artister som valdes till serien genom auditions. Efter programmet har de spelat in två coverversioner på låtarna "Ain't No Mountain High Enough", och "Come On Over". 2010 bestämde de sig för att tillsammans skriva ett gemensamt bidrag till den belgiska uttagningen till Junior Eurovision Song Contest, Junior Eurosong. Låten de skrev heter "Get Up!", som de nu kommer att representera Belgien med i Junior Eurovision Song Contest.